# Educación audioperceptiva
La educación audioperceptiva es la base intuitiva para el proceso de formación musical.
Fue creado por las profesoras Emma Garmendia (1929-2012) y Marta Varela (n. 1943), de la Universidad Nacional de Rosario (Argentina). Este método ha sido implantado por muchos docentes, profesores y formadores en educación musical de conservatorios, institutos y universidades de Argentina como así también en Estados Unidos, España, Italia y otros países.

## Descripción
Estas bases intuitivas en el proceso de formación musical permiten vivenciar los aspectos rítmicos, melódicos, armónicos, instrumentales, de textura y formales de la música a través de la percepción corporal y auditiva (análisis musical auditivo) y más luego también visual (análisis musical visual y solfeo). El objetivo de este método se ha actualizado poco a poco gracias a los aportes de otros profesores de universidades tales como de la Universidad Nacional de Rosario (lugar de su creación) y de otras universidades argentinas y de tantas otras instituciones universitarias de países americanos.

## Aportes de las bases intuitivas en el proceso de formación musical
A través del movimiento y de la percepción, la educación audioperceptiva ha generado un nuevo aporte a la educación y a la formación musical permitiendo la entrada de la intuición en como acceso a las competencias y conocimientos musicales. Los estudiantes pueden relacionarse con el conocimiento musical a través de experiencias previas sin explicaciones teóricas por anticipado.

## Propagación y deformaciones
Este tipo de aproximación pedagógica se ha expandido con su título a todos los niveles de la educación musical (para niños y adultos). Lamentablemente, los principios pedagógicos que generaron este método no acompañan siempre a su título: muchas instituciones terciarias y universitarias proponen la Educación Audioperceptiva en sus programas o dicen incluirla en los contenidos de alguno de sus cursos pero, en la práctica, muchos son los profesores que mezclan métodos y enseñanza tradicional que poco tienen que ver con la intuición de los estudiantes en los procesos formativos tales como:
- comparar,
- distinguir,
- reconocer,
- transcribir,
- relacionar

los diferentes aspectos y componentes de la práctica y de la teoría musical.

## Las autoras

### Emma Garmendia
Emma Garmendia (Tucumán, 19 de noviembre de 1929-Buenos Aires, 15 de noviembre de 2012) fue una pianista y catedrática argentina.
Estudió la carrera de Piano en la Universidad Nacional de Tucumán. Al graduarse se mudó a Estados Unidos, donde obtuvo una maestría en Educación Musical en la Universidad de Bloomington (estado de Indiana) y un doctorado en Musicología en la Universidad Católica de Estados Unidos (en la ciudad de Washington). En 1959 fue nombrada decana del Instituto Superior de Música de la Universidad Nacional de Rosario (hasta 1973). Fue directora de EDUL y directora de los Departamentos de Educación Musical y Musicología del Conservatorio de Música del Tolima (Colombia). En 1984 (años de su creación) fue nombrada directora del Centro Latinoamericano de Altos Estudios Musicales de la Universidad de Bloomington y directora del Centro Iberoamericano de Música. Fue creadora del método Educación audioperceptiva, y en compañía de la profesora Marta Varela escribió Educación audioperceptiva: bases intuitivas en el proceso de formación musical, obra de nueve volúmenes. Recibió distinciones de varios países de América por sus logros en favor del desarrollo musical. En 1999 recibió el Diploma al Mérito en Música Clásica de la Fundación Kónex. Falleció el 15 de noviembre de 2012.

### Marta Varela
Marta Inés Varela (n. Rosario, 20 de abril de 1943) es una pianista, directora de orquesta y catedrática argentina.
Desde los años sesenta hasta la actualidad ofreció innumerables recitales artísticos actuando como pianista y directora de orquesta, realizando actuaciones por todo nuestro país y en el exterior, destacándose en Latinoamérica sus presentaciones en Colombia y México, donde estrenó obras propias.
Ha ocupado cargos institucionales tanto en la Universidad Nacional de Rosario como en otras instituciones.
En 2015, el Concejo Deliberante de Rosario la declaró Música Distinguida de la Ciudad».